# Розповіді про пілота Піркса
«Розповіді про пілота Піркса» (пол. Opowieści o pilocie Pirxie) — цикл науково-фантастичних оповідань польського письменника Станіслава Лема.

## Твори циклу

### Написані Станіславом Лемом
Перше окреме видання циклу — Opowieści o pilocie Pirxie. Kraków: Wydawnictwo Literackie, 1968. Друге, розширене, видання, що включає розповідь «Ананке», — 1973 рік. До циклу також належить останній роман Лема «Фіаско» (1986), побічно пов'язаний з розповідями загального персонажа — пілота Піркса.
Твори розташовані в порядку публікації, який подекуди суперечить «внутрішній» хронології циклу.

#### Випробування
Випробування (Test, вперше — збірник «Вторгнення з Альдебарана», Inwazja z Aldebarana,1959) — початок кар'єри Піркса як пілота. Тупуватий кадет Піркс успішно справляється з надзвичайною ситуацією під час навчального польоту на одномісній ракеті. Потім він дізнається, що насправді це було випробування на тренажері, а його блискучий однокурсник Бертон зазнав невдачі. Пізніше проблема віртуальної реальності і її нерозрізненості від дійсності обговорювалася Лемом в «Сумі технології». Згодом в інтерв'ю Лем зазначив, що симуляція невагомості в земних умовах неможлива.

#### Патруль
Патруль (Patrol, вперше — там же) — пілот Піркс вирушає на патрульний політ маршрутом, де перед цим зникли двоє пілотів. Він помічає дивну пляму в космосі та вирушає навздогін. Але потім Піркс усвідомлює, що це оптична ілюзія, і уникає долі своїх попередників, відмовившись довіряти приладам. Учені детально досліджують проблему та отримують всю славу, а Піркс залишається безвісний.

#### Альбатрос
Альбатрос (Albatros; там же) — навігатор Піркс летить як пасажир на розкішному величезному міжпланетному туристичному лайнері «Титан» рейсом Марс — Земля. Несподівано надходить сигнал SOS від гинучого корабля «Альбатрос-4». «Титан» і «Порив» вирушають на порятунок. Піркс стає свідком, як «Порив» на їхніх очах вибухає, виконуючи ризикований гальмівний маневр. Пасажири ж не знають про це та продовжують розважатися.

#### Термінус
Термінус (Terminus; вперше — в «Книзі роботів», Księga robotów, 1961) — перший пілот Піркс отримує під своє командування старий, зазналий капітального ремонту корабель «Коріолан» і знаходить на ньому старого людиноподібного робота Термінуса, відновленого після катастрофи. Робот дивно поводиться, вистукуючи азбукою Морзе повідомлення. Піркс намагається відповісти на повідомлення та отримує звістку від давно загиблого члена екіпажу. Виявляється, що Термінус чув як астронавти, ізольовані в відсіках після зіткнення корабля з метеоритним потоком, перемовлялися за допомогою вистукування азбукою Морзе по трубопроводах і перегородках. Піркс наказує списати старого робота на злам. В оповіданні, як і в ряді інших творів Лема, помітний вплив письменника Стефана Грабінського (1887—1938).

#### Умовний рефлекс
Умовний рефлекс (Odruch warunkowy; вперше — збірник «Місячна ніч», Noc księżycowa, 1963) — старшокурсник Піркс, прекрасно впоравшись з випробуванням стійкості психіки (тривале позбавлення зовнішніх подразників в деприваційній ванні), для переддипломної практики отримує відрядження на зворотний бік Місяця на станцію «Менделєєв». Там він знову дивом уникає долі загиблих попередників і з'ясовує як поєднання малоймовірних факторів зумовило трагічні наслідки.
У цьому оповіданні є помилка: дорослий Піркс називає свій вік «Сто одинадцять … в двійковій системі» (в десятковій системі — 7), в деяких пізніших виданнях це місце виправлено на «десять тисяч сто одинадцять» (що правдоподібно — 23). Можливо, малося на увазі число 10011, яке можна так прочитати, і яке дає вік Піркса 19 років, що цілком відповідає контексту розповіді. Ця помилка зберігається і в деяких перекладах «Піркса» на іноземні мови.

#### Полювання на Сетавра
Полювання на Сетавра або Полювання (Polowanie; вперше — збірник «Полювання», 1965) — навігатор Піркс бере участь на Місяці в полюванні на некерованого пошкодженого гірничопрохідного людиноподібного робота під назвою Сетавр, що стріляє по людях і всюдиходах своїм робочим лазером. Піркс знаходить робота, але інший пошуковий всюдихід помилково сприймає Піркса за розташованого поруч Сетавра і відкриває по Пірксу вогонь. Робот рятує Піркса своїм зворотнім вогнем по всюдиходу, але Піркс пострілом ззаду знищує свого рятівника, що намагається піти, і відчуває докори сумління.

#### Нещасний випадок
Нещасний випадок (Wypadek; там же) — під час перебування експедиції на землеподібній безлюдній планеті далекої зорі гине людиноподібний робот. Піркс приходить до висновку, що автомат самовільно вирішив після виконання своєї роботи зійти, як альпініст, на небезпечну скелю, але зірвався. Супутники Піркса зневажливо ставляться до робота і не вірять в цю версію. В оповіданні Лем знову розглядає можливість наявності емоцій у робота і вказує на труднощі усвідомлення людьми морально-етичних проблем взаємодії з створеними ними штучними істотами, згадуючи неоднозначний досвід Піркса при командуванні «Коріоланом» (оповідання «Термінус»). Оповідання виділяється з циклу місцем дії не в Сонячній системі, а на планеті іншої зорі.

#### Розповідь Піркса
Розповідь Пиркса (Opowiadanie Pirxa; там же) — Піркс у дружній бесіді розповідає, як під час рутинного польоту з вантажем на буксирі випадково під позасонячним метеоритним роєм виявив дрейфуючий в космосі гігантський артефакт позаземної цивілізації, але не зміг ні записати цю зустріч на плівку, ні надати свідків, адже вся його команда була хвора або п'яна.

#### Дізнання
Дізнання (Rozprawa; там же) — командор Піркс стає на чолі експериментальної команди корабля «Голіаф», що складається переважно з людей, але також там є людиноподібні роботи, причому Піркс не знає, хто саме людина, а хто робот (кожен з членів екіпажу надає інформацію тільки про себе як людину). Екіпаж потрапляє в надзвичайну ситуацію, під час якої перший пілот ставить під загрозу життя людей. Завдяки «людській» невпевненості і нерішучості Піркса, а також частці випадковості, екіпаж виживає, а пілот гине, причому з'ясовується, що він — бунтівний робот, одержимий мегаломанією, який не врахував, що Піркс не буде виконувати все за інструкцією.
Композиційно розповідь ділиться на три частини. Перша — протокол засідання Космічного трибуналу, де другий пілот дає докладні свідчення у справі про злочинну пасивність Піркса під час аварії. Друга — розповідь від третьої особи, де описується період від найму Піркса директором ЮНЕСКО до часу, що передує надзвичайній події на кораблі. Завершується розповідь пізніми роздумами від імені Піркса. В оповіданні підкреслюється питання про визначення «людського» і екзистенціального страху людини від присутності «Іншого», схожого на неї робота. В оповіданні було використано наукові теорії Н. Клайна 1950-х років по перетворення людського тіла для того, щоб людина могла переносити екстремальні умови космічних польотів.

#### Ананке
Ананке (Ananke), або Піркс на Марсі (перша публікація — збірник «Безсоння», Bezsenność, 1971) — командор Піркс бере участь в розслідуванні катастрофи під час посадки космічного транспорту на марсіанському плато Агатодемон і розуміє її причини, згадавши лікарський діагноз (ананкастичний синдром, конкретно надмірна стурбованість порядком), поставлений людині, яка навчала комп'ютер цього транспорту. Згідно з висновком Піркса, надмірна увага до того, як здійснити ідеальну посадку, зумовила, що комп'ютер забув про саму посадку.

#### Фіаско
Фіаско (пол. Fiasko 1987) — роман, в якому згадується командор Піркс. Піркс зникає на супутнику Сатурна Титані, взявшись перегнати будівельного екзоскелета («діґлатора») на сусідній космодром. Ймовірно, його «діґлатор» потрапив під завал у долині крижаних гейзерів («Бірнамському лісі»), самостійно вибратися звідти не зміг, і Піркс, опинившись у пастці, заморозив себе у рідкому азоті (вітрифікація). Потім його розшукує інший пілот Парвіс і теж заморожується.
Через сто років кілька вітрифікаційних капсул (в тому числі капсули Піркса та Парвіса) випадково знаходять при будівництві пускової установки для зорельота «Евридіка», що відправляється в міжзоряну експедицію. Тіла в капсулах погано збереглися, тому вдалося оживити тільки одного. Чи є оживлений Пірксом або Павісом, невідомо, оскільки відроджений не пам'ятає свого імені, а документи фрагментарні. Надалі відроджений носить ім'я Марк Темпе. «Евридіка» досягає планети Квінта, цивілізація якої постраждала від різних техногенних катастроф. Декілька спроб контакту завершуються невдачею та погіршенням становища як людей, так і квінтян. Темпе спускається на Квінту як посол з умовою, що планета буде обстріляна з орбіти, якщо дослідник не вийде на зв'язок у встановлений час. Йому вдається побачити ймовірних жителів Квінти, але він пропускає сеанс зв'язку та гине під обстрілом.

### Продовження інших авторів
Порив (пол. Poryw, 2011) — оповідання Анджея Мищака. Дія відбувається на космічному кораблі «Порив», паралельно до подій оповідання «Альбатрос». Сюжет розгортається навколо групи роботів, які взяли в заручники людей, щоб досягнути незаселеної планети й жити самостійно.

## Персонаж
Піркс відомий читачам лише за прізвищем, його ім'я в циклі не згадується. З просуванням по службі він іменується послідовно «кадет», «пілот», «навігатор», «командор». У назві фільму «Дізнання пілота Піркса» герой понижений на два звання (у відповідному оповіданні він «командор»). Народився Піркс приблизно на початку 1970-х років. У 2012 році (оповідання «Ананке» — через 100 років після «Титаніка») йому було близько 40 років.
За оцінкою критика Петра Кривака, Піркс — «водій космічного PKS» (польська транспортна корпорація часів соціалізму), а за словами Войцеха Орлінського — «найбільш ПНРівський з героїв Лема», так, відгомони соціалістичного реалізму помітні в описах будівництва на Марсі («Ананке») і в загальному фоні розповіді «Дізнання».
Для Піркса характерні деяка флегматичність, холоднокровність і підхід до подій з позиції «звичайної» людини, простого здорового глузду. За оцінкою Харолда Сігела, автора виданої Колумбійським університетом «Історії східноєвропейської літератури після 1945 року», Піркс — «геніальний тугодум» (bumbler). Піркс несміливий з жінками і протягом усього циклу самотній (кілька разів згадується про його друзів, проте з чоловіками-персонажами оповідань Піркс також витримує відчужену дистанцію). Коли сестра колеги намагається його спровокувати, все, на що він виявляється здатний, — «ляпас по одному місцю», потім він уникає цієї дівчини. Не наважившись заговорити з сусідкою по розкішному міжпланетному лайнеру, він журиться щодо свого прізвища: «Піркс звучить майже як „ікс“».
Войцех Орлінській вважає, що особистість Піркса не розроблена Лемом настільки добре, як образ Іони Тихого, однак є цілком психологічно правдоподібним; серед улюблених героїв Лема є й інші скромні і самотні фахівці такого типу. Критик передбачає, що якщо б Лем де-небудь зіштовхнув разом «замкнутого флегматика» Піркса і «балакучого холерика» Іону Тихого, вони змогли б утворити злагоджену дружню пару, як роботи Трурль і Кляпауцій.
У Піркса широке (щокате) лице (оповідання «Умовний рефлекс»). Ріст його вище середнього (в оповіданні «Умовний рефлекс» скафандр для середнього зросту йому виявляється малий, а для великого — великий). Вага Піркса — близько 70 кг (в оповіданні «Термінус» згадано, що при полуторному прискоренні він важив близько 100 кг). Очі у нього світлі, з виразними глузливими зморшками в куточках повік (роман «Фіаско»).
З ранньої юності захоплювався альпінізмом (розповіді «Умовний рефлекс», «Нещасний випадок»). Любив гострі страви, наприклад, смажену картоплю з перцем, холодне пиво (оповідання «Патруль»), але часто надавав перевагу перекушувати на самоті печивом (яке закуповував по кілька пачок), запиваючи мінеральною водою (розповіді «Полювання», «Ананке», «Умовний рефлекс»).
З літературних уподобань: низькосортна («погана») пригодницька фантастика під час польотів — «почитати у вільну хвилину хоч з середини, потім відкласти»; хороші книги читав тільки на Землі («Розповідь Піркса»). Не любив творчість Едгара По («Ананке»).
11 квітня 2018 року на честь Піркса Міжнародний астрономічний союз присвоїв назву Pirx кратеру на Хароні.

## «Світ Піркса»
Дія творів про Піркса відбувається на самому початку XXI століття (в оповіданні «Ананке» згадується «напевне, те ж саме думали сто років тому пасажири» Титаніка"") в епоху космічних міжпланетних польотів, коли існують відповідні школи пілотів, регулярне патрулювання ближнього космосу, промислові вантажні перевезення, дослідні станції на планетах Сонячної системи і навіть на найближчих планетах за її межами, туристичні польоти в космос і на Місяць. Контактів з інопланетянами немає. Перші оповідання писалися ще до польоту Гагаріна, але описи близькі до реальних космічних польотів, хоча і містять цілком простимі неточності. У ряді випадків описано технології, що фактично перебувають на рубежі XX і XXI століть, наприклад, машинопис і фільми на плівках.
У «світі Пікса» зберігається мирне співіснування двох систем на чолі з США і СРСР. Сам Піркс і його найближчі знайомі і колеги живуть в «західному» світі і носять західноєвропейські прізвища (імена зазвичай не називаються); валюта його країни — крона. Про громадянство зазвичай заходить мова лише в зв'язку із другорядними персонажами.
З точки зору Сергія Лук'яненка, «в перших оповіданнях про пілота Піркса виступає навіть інтернаціонал космонавтів, очевидно, з радянськими космонавтами на чолі. Пізніші твори цього циклу мають вже більш космополітичний і філософський характер».

## Тематика
Тематика оповідань пов'язана з духовним зростанням людини, її слабкими і сильними сторонами, проблемами взаємин людини і космосу, людини і машини (комп'ютер, андроїд), здібностям машини до самостійного мислення і «людської» реакції. Твори вдало поєднують серйозні моральні проблеми, захопливі сюжети й гумор. Сам Лем таким чином описував своє ставлення до оповідань циклу:
|  | ... повинен сказати, що книгою, про яку я не можу сказати, ніби її не люблю, проте і ціную не дуже, є цикл «Розповіді про пілота Піркса». За винятком двох-трьох оповідань це не дуже вдала збірка. Головною причиною цієї слабкості є її вторинність щодо Bildungsroman, тобто до роману про дорослішання і процес навчання. Адже Bildungsroman повинен бути романом з епічним розмахом і широко накиданим історико-соціальним фоном, в той час як притчі про доблесного Піркса відрізняються звуженою перспективою, адже він з'являється ізольовано, без сім'ї і близьких людей. Це результат того, що я збирався написати одне, в крайньому випадку два оповідання, а тим часом річ несподівано для мене самого раптом розрослася. І вже не було можливості розширити вищезгаданий фон, звідки на голову Піркса раптом звалилася б рідня. Те, що природно в оповіданні, в циклі обертається певною неприродністю. Власне, тільки два фрагмента мені подобаються досі: «Ананке» і «Термінус». Станіслав Бересь (Stanisław Bereś), Так говорил... Лем, (Tako rzecze... Lem), М., видав. «ACT», 2006, ст. 764, Isbn 5-17-037107-1 |

За оцінкою Орлінського, цикл містить кілька «безперечних літературних перлин»; критик виділяє, крім «Ананке» і «Термінус», також «Дізнання» яке зачіпає важливу проблематику сутності людини.

## Переклади
«Розповіді про пілота Піркса» виходили окремими виданнями на тринадцяти мовах. Перекладені на англійську в 1979 році, є однією з найвідоміших книг Лема в англомовній культурі.
Практично синхронно з виходом польських оригіналів розповіді перекладалися і на російську мову.
Українською «Розповіді про пілота Піркса» вперше вийшли друком у 2017 році:
- Лем Станіслав. Футурологічний конгрес. Розповіді про пілота Піркса. Голем XIV. Фіаско. Перекладачі: І. Шевченко, С. Олійник, Т. Ярмолюк. Тернопіль: Навчальна книга — Богдан, 2017. 880 с. (серія «П'ятикнижжя Лемове»)

Оповідання про Піркса окремо видано в 2018 році:
- Лем Станіслав. Розповіді про пілота Піркса: цикл. Перекладачі: Ірина Шевченко, Софія Олійник, Лариса Андрієвська. Тернопіль: Навчальна книга — Богдан, 2018. 480 с. (серія «Горизонти фантастики»)
- Лем Станіслав. Розповіді про пілота Піркса: цикл. Перекладачі: Ірина Шевченко, Софія Олійник, Лариса Андрієвська. Тернопіль: Навчальна книга — Богдан, 2018. 592 с. (серія «Маєстат слова»)

## Екранізації
Розповідь «Випробування» була вперше екранізована в 1968 році на ЦентрНаучФільм режисером Євгеном Осташенко. Роль молодого Піркса виконав Віктор Павлов.
У 1973 році цикл екранізований в Угорщині режисером Андрашем Райнаі (András Rajnai) під назвою Pirx kalandjai. Роль головного героя виконав Янош Папп (János Papp).
У 1978 році з'явилася екранізація оповідання «Дізнання» під назвою «Дізнання пілота Піркса», створена польсько-радянським колективом, режисер — Марек Пестрак (Marek Piestrak). У головній ролі — Сергій Десницький; в інших ролях — Олександр Кайдановський і Володимир Івашов.